# Jozef Žarnay
Jozef Žarnay (* 14. března 1944, Humenné) je slovenský spisovatel, autor science fiction pro děti a mládež, původním povoláním učitel.

## Životopis
Své vzdělání získával v letech 1961-1964 na Pedagogické fakultě Univerzity P. J. Šafárika v Prešově, kde studoval obor dějepis-ruština. V letech 1964-1971 pracoval jako učitel v Kluknavě, v letech 1971-1979 v Radaticích, v roce 1980 pracoval ve Stavoprojektu a od roku 1981 je učitelem a výchovným poradcem v Prešově.

## Tvorba
Své první literární dílo uveřejnil v roce 1969 v časopise pro mládež Kamarát, knižně debutoval v roce 1973
románem Tajomstvo Dračej steny, kde popisuje dobrodružství třech žáků základní školy z Atomové Lhoty, Fera, Vila a Stana, kteří objeví ve skalách nedaleko jejich rodné obce, ukrytou mimozemskou kosmickou loď, pomocí které se dostanou na dvě cizí planety. Ve volném pokračování románu s názvem Prekliata planéta zase objeví v horách ukryté transportní zařízení jiné mimozemské civilizace, což je přivede na planetu zničenou ekologickou katastrofou. Sci-fi románům zůstal věrný i v další tvorbě, kdy mu v roce 1983 vyšel román Kolumbovia zo základne Ganymedes, ve kterém se vinou zásahu meteoru, neprobudí posádka ze zimního spánku. Probudí se jen několik dětí, které jsou po přistání na planetě zničené atomovou válkou, odkázány jen na svoji šikovnost a spolupráci, a v roce 1991 román Časolet.
Kromě psaní románů publikuje i sci-fi povídky v různých časopisech, zaobírá se historiografií vědecké fantastiky.
O světové science-fiction a starší slovenské fantastice vydával na pokračování seriály v časopisech
Zenit pionierov, Zenit a Elektrón. Taktéž spolupracuje s rozhlasem a televizí.

## Dílo

### Próza pro děti a mládež
- 1973 Tajomstvo Dračej steny - sci-fi
- 1977 Prekliata planéta - román, volné pokračovaní románu Tajomstvo Dračej steny
- 1983 Kolumbovia zo základne Ganymedes - román
- 1991 Časolet - román

### Televizní a filmová tvorba
- 1980 Tajomstvo Dračej steny - televizní inscenace
- 1983 Volanie ľadového vetra (Volanie ľadového sveta) - televizní inscenace
- 1985 Tretí šarkan - film jehož scénář byl inspirovaný romány Tajomstvo Dračej steny a Prekliata planéta